# Carl Wilhelm Günther (Sänger)
Carl Wilhelm Günther, auch Karl Wilhelm Günther (* 1809 in Düsseldorf; † 3. März 1859 in Leipzig) war ein deutscher Opernsänger (Bass) und Theaterschauspieler.

## Leben
Günther war der Schüler seines Vaters Carl Günther, der ihn für die Bühne ausbildete. 1828 debütierte er erfolgreich in Magdeburg. 1830 hatte er ein Engagement in Köln; 1831 in Düsseldorf, mit diesem Düsseldorfer Theater hatte er auch ein Gastspiel in London. Obwohl ihn Karl Immermann zu halten versuchte, ging er als erster Bassist nach Hannover, wo er bis 1834 wirkte. Anschließend ging er nach Riga (1834–1844), Köln (1844–1845), hierauf an verschiedene Bühnen, in Regensburg (1849–1852) und in Bamberg (1852–1855).
Danach nahm er kein festes Engagement an, sondern arbeitete freischaffend und sang bei verschiedenen Gelegenheiten erste Bass- und Buffopartien. Sein gutes Aussehen und sein lebendiges Spiel verhalfen ihm auch zu erfolgreichen Auftritten als Schauspieler.
Seine Schwester war die Schauspielerin Caroline Günther-Bachmann.